# Alexander (village, New York)
Pour les articles homonymes, voir Alexander.
Ne doit pas être confondu avec Alexander (New York).
Alexander est un village situé dans le comté de Genesee, dans l'État de New York, aux États-Unis,. En 2010, il comptait une population de 509 habitants.

## Démographie
Lors du recensement de 2010, le village comptait une population de 509 habitants. Elle est estimée, en 2019, à 493 habitants.